# Pasquale Belsito
Pasquale Belsito, né à Rome le 27 juillet 1962, est un militant d'extrême droite italien, d'abord à Terza Posizione (abrégé « TP »), puis dans le groupe subversif Noyaux armés révolutionnaires d'inspiration néo-fasciste.
Après une période de militantisme initial au sein de TP, vers 1980, il entre en contact avec le groupe NAR de Valerio Fioravanti qui s'engage sur la voie de la lutte armée. Après une longue période de dissimulation d’une vingtaine d’années, il a été arrêté à Madrid le 30 juin 2001.

## Biographie
Militant de Terza Posizione, Belsito est actif au sein de l'équipe opérationnelle de l'organisation dirigée par Giuseppe Dimitri, formée de Belsito, Giorgio Vale, Stefano Soderini et Luigi Ciavardini avec lequel il participe à une douzaine de vols. Après les mandats d'arrêt émis par la justice italienne pour l'enquête sur le massacre de Bologne, il s'enfuit au Liban avec d'autres militants néo-fascistes pour s'enrôler dans les camps d'entraînement militaire des Phalanges libanaises mais ne participe pas à la Guerre du Liban.
À son retour en Italie, vers le début des années 1980, tout en poursuivant le militantisme de l'unité opérationnelle du TP, il est attiré par le charisme exercé par Giusva Fioravanti.
Le 19 décembre 1980, avec Valerio Fioravanti, Francesca Mambro, Gilberto Cavallini, Giorgio Vale, Stefano Soderini et deux criminels de droit commun (Fiorenzo Trincanato et Andrea Vian), il dévalise une bijouterie de Trévise.
Le 6 janvier 1981 il tue d'une balle dans la nuque, Luca Perucci, militant de Terza Posizione, accusé par le groupe Fioravanti d' avoir fourni des informations aux enquêteurs dans le cadre des poursuites engagées contre la gare de Bologne.
Le 5 décembre 1981, Belsito, Walter Sordi, Ciro Lai et Alessandro Alibrandi veulent désarmer une patrouille de police, un échange de coups de feu s'engage sur la Via Flaminia, Alibrandi est tué, Belsito, Sordi réussissent à s'échapper, laissant leur compagnon mort sur l'asphalte. Le policier Ciro Capobianco, âgé de 21 ans, est grièvement blessé lors de la fusillade et meurt deux jours plus tard à l'hôpital.
Belsito a été arrêté à Madrid le 30 juin 2001 après 20 ans de fuite. Il a été jugé par contumace pour avoir constitué un groupe armé, un attentat terroriste, pour le meurtre de Luca Perucci et celui de Mauro Menucci, et a été condamné à quatre peines de réclusion à perpétuité.

## Source de traduction
- (it) Cet article est partiellement ou en totalité issu de l’article de Wikipédia en italien intitulé « Pasquale Belsito » (voir la liste des auteurs).